# August Rosiwal
August Karl Rosiwal (* 2. Dezember 1860 in Wien; † 9. Oktober 1923 ebenda) war ein österreichischer Geologe.

## Leben
August Rosiwal studierte von 1878 bis 1883 Ingenieurwissenschaften und Elektrotechnik an der Technischen Hochschule in Wien. Von 1885 bis 1891 war er Assistent von Franz Toula an der Lehrkanzel für Geologie und Mineralogie, ab 1892 Privatdozent für Mineralogie und Petrographie und anschließend ab 1898 Honorardozent für Mineralogie.
1918 übernahm er die Leitung des Geologischen Instituts an der Universität Wien.
Er machte sich vor allem um eine sehr detailgenaue geologische Kartierung Österreichs verdient. Nach ihm benannt ist die Schleifhärte nach Rosiwal.
1953 wurde die Rosiwalgasse in Wien-Favoriten und Wien-Liesing nach ihm benannt.

## Schriften (Auszug)
- Thermen von Karlsbad, 1895
- Aus dem krystalinischen Gebiete zwischen Schwarzawa und Zwitawa, 1892–1895
- Neuere Ergebnisse der Härtebestimmung von Mineralien und Gesteinen 1916
- Über neue Maßnahmen zum Schutze der Karlsbader Therme 1893
- Über die Thermen von Carlsbad und den Schutz derselben 1895[1]